# Касимов, Дмитрий Васильевич
Дмитрий Васильевич Касимов — советский хозяйственный, государственный и политический деятель.

## Биография
Родился в 1900 году в деревне Верхние Казыли Лаишевского уезда. Член ВКП(б) с 1927 года.
С 1919 года — на хозяйственной, общественной и политической работе. В 1919—1954 гг. — корреспондент газеты «Кзыл-Алям», инструктор-агитатор Наркомата национальностей Татарской АССР, на различных должностях в ГПУ железных дорог и железнодорожных станций, в Главном управлении госбезопасности НКВД, начальник ТО НКВД-НКГБ Казанской железной дороги, министр государственной безопасности Башкирской АССР, заместитель министра внутренних дел Башкирской АССР.
Избирался депутатом Верховного Совета СССР 3-го созыва, депутатом Верховного Совета БАССР 2-го созыва, XIX съезд ВКП(б) — КПСС (5 — 14 октября 1952 г.).
Умер в Москве 21 января 1995 года.